# Bezuje
Bezuje (cyr. Безује) – wieś w Czarnogórze, w gminie Plužine. W 2011 roku liczyła 63 mieszkańców.